# Outta Control (Lied)
Outta Control (englisch für „Außer Kontrolle“) ist ein Lied des US-amerikanischen Rappers 50 Cent, das am 8. März 2005 auf seinem zweiten Studioalbum The Massacre erschien. Eine Remixversion mit dem Rap-Duo Mobb Deep wurde am 6. August 2005 als Single veröffentlicht. Der Remix unterscheidet sich textlich und musikalisch komplett von der Albumversion.

## Inhalt
| Liedteil   | Künstler          |
| Intro      | Havoc und 50 Cent |
| 1. Strophe | 50 Cent           |
| Refrain    | 50 Cent           |
| 2. Strophe | Havoc             |
| 3. Strophe | Prodigy           |

Outta Control ist ein Clubsong, der zum Tanzen und Feiern animiert. So rappt 50 Cent aus der Perspektive des lyrischen Ichs, wie seine Musik die Leute in Bewegung bringt und buchstäblich „außer Kontrolle“ geraten lässt. Auch die Strophen von Mobb Deep handeln von ausgelassenen Partys im Club unter Alkoholeinfluss, bei denen sie darauf aus sind, Frauen abzuschleppen.

“You know I got what it takes to make the club go outta control

Quit playing, turn the music up a little bit

Bounce with me now, shorty, let’s get into it”

## Produktion
Sowohl Remix als auch Albumversion wurden von den US-amerikanischen Musikproduzenten Dr. Dre und Mike Elizondo produziert. Beide fungierten neben 50 Cent, den Mobb-Deep-Mitgliedern Havoc und Prodigy sowie Mark Batson und Christopher Pope auch als Autoren.

## Musikvideo
Bei dem zu Outta Control gedrehten Musikvideo führte der dominikanische Regisseur Jessy Terrero Regie. Es verzeichnet auf YouTube über 185 Millionen Aufrufe (Stand: März 2024). Das Video spielt in einem Club, wo 50 Cent und Mobb Deep den Song rappen, während sie mit zahlreichen Frauen feiern, tanzen und Alkohol trinken. Der Club besitzt verschiedene Dancefloors, auf denen die Rapper jeweils in unterschiedlichen Outfits zu sehen sind. Einige Szenen zeigen sie in T-Shirts mit der Aufschrift Mobb Deep – G Unit – Game Over, was eine Anspielung auf den damaligen Beef mit dem Rapper The Game ist, der vorher Teil der G-Unit war. Zudem haben M.O.P., Tony Yayo, Olivia Longott, Lloyd Banks, Young Buck, The Alchemist und Winky Wright Cameoauftritte als Partygäste im Video.

## Single

### Covergestaltung
Das Singlecover zeigt im linken Teil 50 Cent, der ein schwarzes Basecap, ein weißes Tanktop sowie eine Kreuzkette trägt und den Betrachter ernst anblickt. Rechts im Bild befinden sich die Rapper Havoc und Prodigy, die dunkelgrün gekleidet sind und den Betrachter ebenfalls ernst anschauen. Die Schriftzüge 50 Cent, Outta Control und Feat. Mobb Deep in Grau bzw. Schwarz sind auch im rechten Bildteil zu sehen. Der Hintergrund ist grau gehalten.

### Titellisten
Single
1. Outta Control (Remix) – 4:08
2. Outta Control (Albumversion) – 3:21

Maxi
1. Outta Control (Remix) – 4:08
2. Outta Control (Albumversion) – 3:21
3. Outta Control (Instrumental) – 4:08
4. Outta Control (Video) – 4:26

### Chartplatzierungen
Outta Control stieg am 3. Oktober 2005 auf Platz acht in die deutschen Singlecharts ein und belegte in den folgenden Wochen die Ränge elf und 14. Insgesamt hielt sich der Song 19 Wochen lang in den Top 100, davon eine Woche in den Top 10. Weitere Top-10-Platzierungen gelangen unter anderem in den Vereinigten Staaten, im Vereinigten Königreich und in der Schweiz. In den deutschen Single-Jahrescharts 2005 belegte das Lied Position 83.
| ChartsChartplatzierungen       | Höchstplatzierung | Wochen |
| ------------------------------ | ----------------- | ------ |
| Deutschland (GfK)              | 8 (19 Wo.)        | 19     |
| Österreich (Ö3)                | 18 (22 Wo.)       | 22     |
| Schweiz (IFPI)                 | 10 (22 Wo.)       | 22     |
| Vereinigte Staaten (Billboard) | 6 (20 Wo.)        | 20     |
| Vereinigtes Königreich (OCC)   | 7 (20 Wo.)        | 20     |

| ChartsJahrescharts (2005)      | Platzierung |
| ------------------------------ | ----------- |
| Deutschland (GfK)              | 83          |
| Schweiz (IFPI)                 | 68          |
| Vereinigte Staaten (Billboard) | 78          |
| Vereinigtes Königreich (OCC)   | 95          |

### Auszeichnungen für Musikverkäufe
Outta Control erhielt im Jahr 2023 in den Vereinigten Staaten für mehr als eine Million verkaufte Einheiten eine Platin-Schallplatte. Im Vereinigten Königreich wurde es 2024 für über 400.000 Verkäufe mit Gold ausgezeichnet.

| Land/Region                  | Auszeichnungen für Musikverkäufe (Land/Region, Auszeichnung, Verkäufe) | Verkäufe  |
| ---------------------------- | ---------------------------------------------------------------------- | --------- |
| Brasilien (PMB)              | Gold                                                                   | 30.000    |
| Vereinigte Staaten (RIAA)    | Platin                                                                 | 1.000.000 |
| Vereinigtes Königreich (BPI) | Gold                                                                   | 400.000   |
| Insgesamt                    | 2× Gold · 1× Platin ·                                                  | 1.430.000 |

Hauptartikel: 50 Cent/Auszeichnungen für Musikverkäufe